# RPH3AL
RPH3AL‏ (Rabphilin 3A like (without C2 domains)) هوَ بروتين يُشَفر بواسطة جين RPH3AL في الإنسان.